# Catherine Hakim
Catherine Hakim (født 30. maj 1948) er en britisk sociolog.
Hun har været direktør for forskning ved Beskæftigelsesministeriet i Storbritannien i ti år og direktør for ESRC Data Archive 1989–1990. Hun har været seniorforsker og gæsteforsker ved London School of Economics siden 1990.
Hun er redaktionsmedlem af European Sociological Review og International Sociology.

## Publikationer

### Bøger
- Secondary analysis in social research, London : Allen & Unwin, 1982, ISBN 0043120156, ISBN 0043120164
- Social Change and Innovation in the Labour Market: Evidence from the Census SARs on Occupational Segregation and Labour Mobility, Part-Time Work and Student Jobs, Homework and Self-Employment (Oxford University Press, 1998). ISBN 019829381X
- Work-Lifestyle Choices in the 21st Century: Preference Theory (Oxford University Press, 2000). With a Preface by Anthony Giddens. ISBN 0199242100
- Research Design: Successful Designs for Social and Economic Research (Routledge, 2000). ISBN 9780415223126
- Models of the Family in Modern Societies: Ideals and Realities (Ashgate, 2003). ISBN 0754644065
- Key Issues in Women’s Work (Glasshouse Press, 1996, 2004). ISBN 1904385168
- Modelos de Familia en las Sociedades Modernas: Ideales y Realidades (Centro de Investigaciónes Sociológicas, 2005). ISBN 978-84-7476-378-2
- Little Britons: Financing Childcare Choice (Policy Exchange, 2008), with Karen Bradley, Emily Price and Louisa Mitchell. ISBN 9781906097219
- Honey Money: The Power of Erotic Capital, 2011

### Udvalgte artikler
- Hakim, Catherine. "Developing a sociology for the twenty-first century (Webside ikke længere tilgængelig): Preference Theory". British Journal of Sociology 49 (1998): 137–43.
- Hakim, Catherine. "A New Approach to Explaining Fertility Patterns Arkiveret 6. marts 2012 hos  Wayback Machine: Preference Theory". Population and Development Review 29 (2004): 349–374.
- Hakim, Catherine, 'Women, careers, and work-life preferences', British Journal of Guidance and Counselling, 34: 279-294, August 2006.
- Hakim, Catherine, `Public morality versus personal choice: the failure of social attitude surveys', British Journal of Sociology, 54: 339-45, September 2003.
- Hakim, Catherine, `Lifestyle preferences as determinants of women's differentiated labour market careers', Work and Occupations, 29: 428-459, November 2002.
- Hakim, Catherine, `The politics of female diversity in the 21st century', pp. 191-227 in The Future of Gender (ed) J Browne, Cambridge University Press, 2007.
- Hakim, Catherine, `Sex differences in work-life balance goals', pp 55-79 in Work-Life Balance in the Twenty-First Century (ed) D Houston, London: Palgrave Macmillan, 2005.
- Hakim, Catherine, `Lifestyle preferences versus patriarchal values: causal and non-causal attitudes', pp. 69-91 in Changing Life Patterns in Western Industrial Societies (eds) J Z Giele and E Holst, Oxford: Elsevier, January 2004.
- Hakim, Catherine. "Erotic Capital". European Sociological Review, 26:499–518, 2010
- Hakim, Catherine, 'Women's lifestyle preferences in the 21st century: Implications for family policy' in The Future of Motherhood in Europe (eds) J Schippers, G Beets and E te Velde, Dordrecht NL and Hingham MA: Springer, April 2011.